# MAZ-6516
Der Lastkraftwagen MAZ-6516 (russisch МАЗ-6516, deutsche Transkription eigentlich MAS-6516) ist ein Lkw-Typ des belarussischen Fahrzeugherstellers Minski Awtomobilny Sawod, der seit 2008 in Serie produziert wird.

## Beschreibung

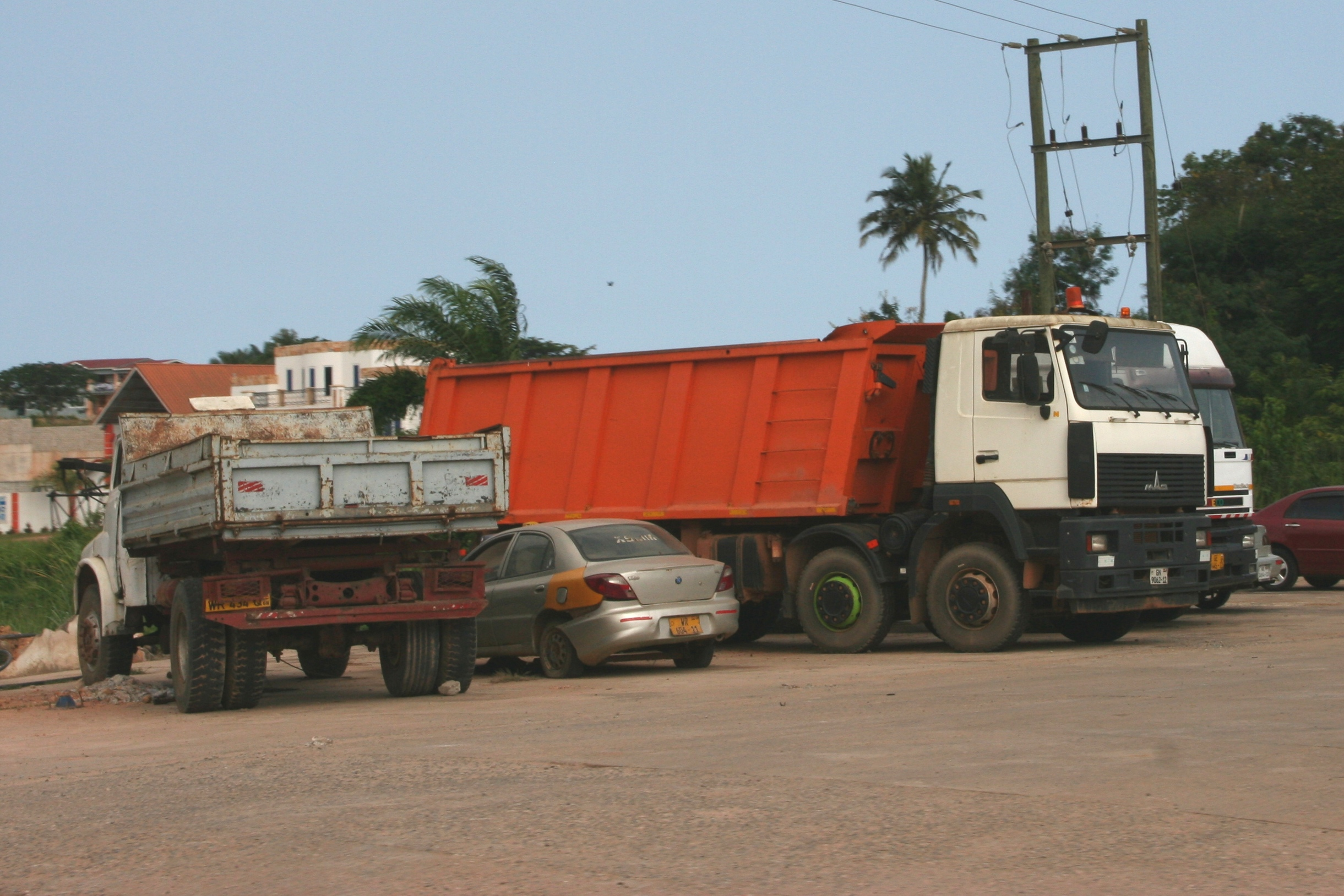
Ein MAZ-6516 als Kipper in Ghana, Westafrika (2015)

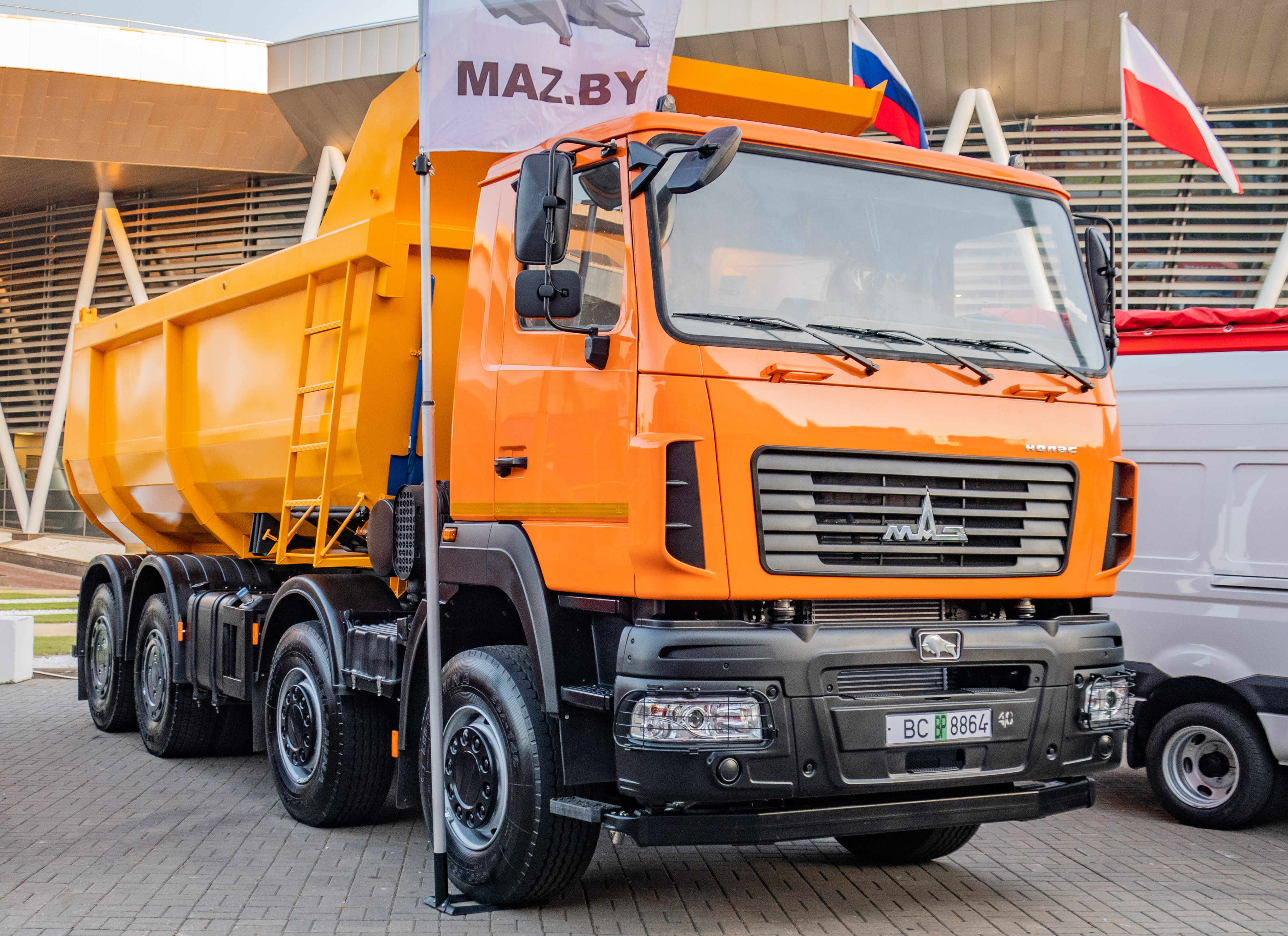
MAZ-6516 in Minsk (2019)

Das Fahrzeug ist ein schwerer vierachsiger Lastwagen, der hauptsächlich als Baukipper eingesetzt wird und über dem MAZ-6501 angesiedelt ist. Da der Hersteller allerdings auch Fahrgestelle liefert, sind alle anderen Aufbauten, die auf einem Lastwagen Platz finden, ebenfalls denkbar.
Es existieren verschiedene Versionen des seit 2008 hergestellten MAZ-6516, die sich in Motorisierung und Form der Kippmulde unterscheiden. Neuere Modelle ab 2011 sind außerdem mit halbrunder Mulde ausgerüstet; diese Version wird als MAZ-6516A8 geführt. Die Kippmulde der Version MAZ-6516A9 ist eckig.
Neben der russischen Standardmotorisierung (V8-Dieselmotor von JaMZ) ist die Version MAZ-6516A8-520 mit MAN-Motor des Typs D2066 LF41 am Markt. Dieser Lastkraftwagen war der erste aus belarussischer Fertigung, der die Abgasnorm EURO-5 erfüllte.
Das technisch zulässige Gesamtgewicht des Fahrgestells von 41,78 Tonnen übersteigt in einigen Ländern, in denen der Lastwagen angeboten wird, den Rahmen dessen, was auf öffentlichen Straßen bewegt werden darf. Entsprechend wird in diesem Fall die zulässige Nutzlast in der Betriebserlaubnis des Fahrzeugs verringert. Für den Einsatz in kalten Gebieten hat der Lastwagen eine Motorvorwärmeinrichtung, die das Kühlwasser vor dem Start beheizt.

## Technische Daten
Für die Modellversion MAZ-6516A8-321.
- Motor: V8-Dieselmotor
- Motortyp: JaMZ-6581.10
- Leistung: 294 kW (400 PS)
- Hubraum: 14.860 cm³
- Verbrauch: ca. 40 l/100 km
- Getriebe: Eaton-12JS200TA (12 Gänge)
- Kupplung: Einscheiben-Trockenkupplung Typ MFZ-430
- Höchstgeschwindigkeit: 94 km/h
- Tankinhalt: 300 l Dieselkraftstoff
- Motorvorwärmer: Eberspächer Hydronic MD10W
- Antriebsformel: (8×4)

Abmessungen und Gewichte
- Länge: 8910 mm
- Breite: 2550 mm
- Höhe: 3650 mm
- Radstand: 1600 mm + 2990 mm + 1400 mm
- Innenabmessungen der Kippmulde:
  - Länge: 5790 mm
  - Breite: 2270 mm
  - Höhe: 1600 mm
  - Ladevolumen: 21 m³
- Reifendimension: 315/80R22,5 (schlauchlos)

- Technisch zulässiges Gesamtgewicht: 41.000 kg
- Leergewicht: 16.000 kg
- Technisch zulässige Zuladung: 25.000 kg
- Achslast vorne: je 7500 kg
- Achslast hinten technisch zulässig: je 13.000 kg